# 市川市斎場
市川市斎場（いちかわしさいじょう）は、千葉県市川市大野町に所在する火葬場。

## 概要
1980年開館。市川市の公営火葬場となっている。火葬炉は10基、式場は第1式場の他に2つの式場がある。隣接地には市川市霊園がある。
老朽化したことから建て替えが計画されている。2024年に事業者の選定を行う予定である。

## 所在地
- 千葉県市川市大野町4丁目2610番地の1

## アクセス
- 総武線（JR東日本）および都営地下鉄新宿線本八幡駅北口または武蔵野線（JR東日本）市川大野駅から市営霊園経由市川営業所行き市営霊園下車、動植物園行き（土・日曜日の昼のみ運行）市川斎場下車。
- 総武線（JR東日本）下総中山駅北口から市営霊園行き終点下車